# Kappel am Krappfeld
Kappel am Krappfeld est une commune autrichienne du district de Sankt Veit an der Glan en Carinthie.

## Géographie

### Localités
| - Boden - Dobranberg - Dürnfeld - Edling - Freiendorf - Gölsach - Garzern - Gasselhof - Geiselsdorf - Grillberg - Gutschen - Haide - Haidkirchen - Kappel am Krappfeld | - Krasta - Landbrücken - Latschach - Lind - Möriach - Mannsberg - Mauer - Muschk - Oberbruckendorf - Pölling - Passering - Poppenhof - Rattenberg - Sankt Florian | - Sankt Klementen - Sankt Martin am Krappfeld - Sankt Willibald - Schöttlhof - Silberegg - Unterbergen - Unterpassering - Unterstein - Windisch - Zedl - Zeindorf |